# Spoorlijn Paris-Nord - Lille
De spoorlijn Paris-Nord - Lille is een van de grote radialen van het Franse spoorwegnet. De lijn loopt van Paris Gare du Nord naar Lille-Flandres en heeft een totale lengte van bijna 251 km. Doordat de lijn een weinig geaccidenteerd tracé volgt biedt het de mogelijkheid tot relatief hoge snelheden. De spoorlijn heeft nummer 272 000.
De lijn is geopend in 1846 door de Compagnie des chemins de fer du Nord met als doel Parijs met België te verbinden, waarmee het de eerste verbinding van Parijs met het buitenland was. Behalve voor personenvervoer is de spoorlijn ook belangrijk voor het goederenvervoer. Tot de opening van de spoorlijn Gonesse - Lille grens in 1993 gingen de belangrijkste internationale treinen naar België, Nederland en Duitsland via deze en de spoorlijn Creil - Jeumont. Tegenwoordig rijden er alleen nog goederentreinen en TER treinen alsmede de RER D tussen Paris-Nord en Creil.

## Tracé
De lijn loopt vanuit Paris Gare du Nord 6 km naar het noorden tot aan station Saint-Denis. Hierna buigt hij af naar het noordoosten en stijgt 5 mm/m, voor station Survilliers - Fosses gaat de lijn weer naar het noorden lopen en buigt daarna af naar het noordwesten en loopt vanaf daar naar beneden tot aan de Oise. Voorbij Creil loopt de lijn weer naar het noorden om bij station Longueau af te dalen in de vallei van de Somme. Het tracé volgt de rivier tot aan station Corbie, hierna volgt de lijn het dal van de Ancre tot aan Albert. Voorbij Arras loopt de lijn naar het noordoosten tot aan Douai en vanaf daar naar het noordwesten tot aan Rijsel.

## Geschiedenis

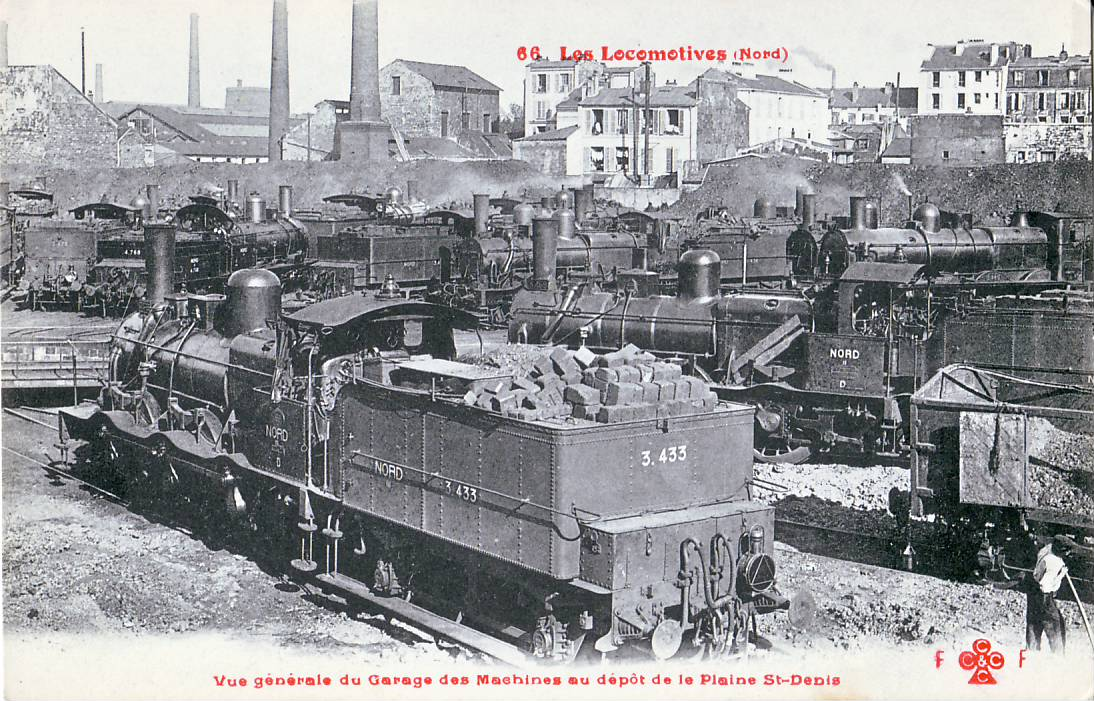
Dépôt La Plaine Saint-Denis; begin 20e eeuw.

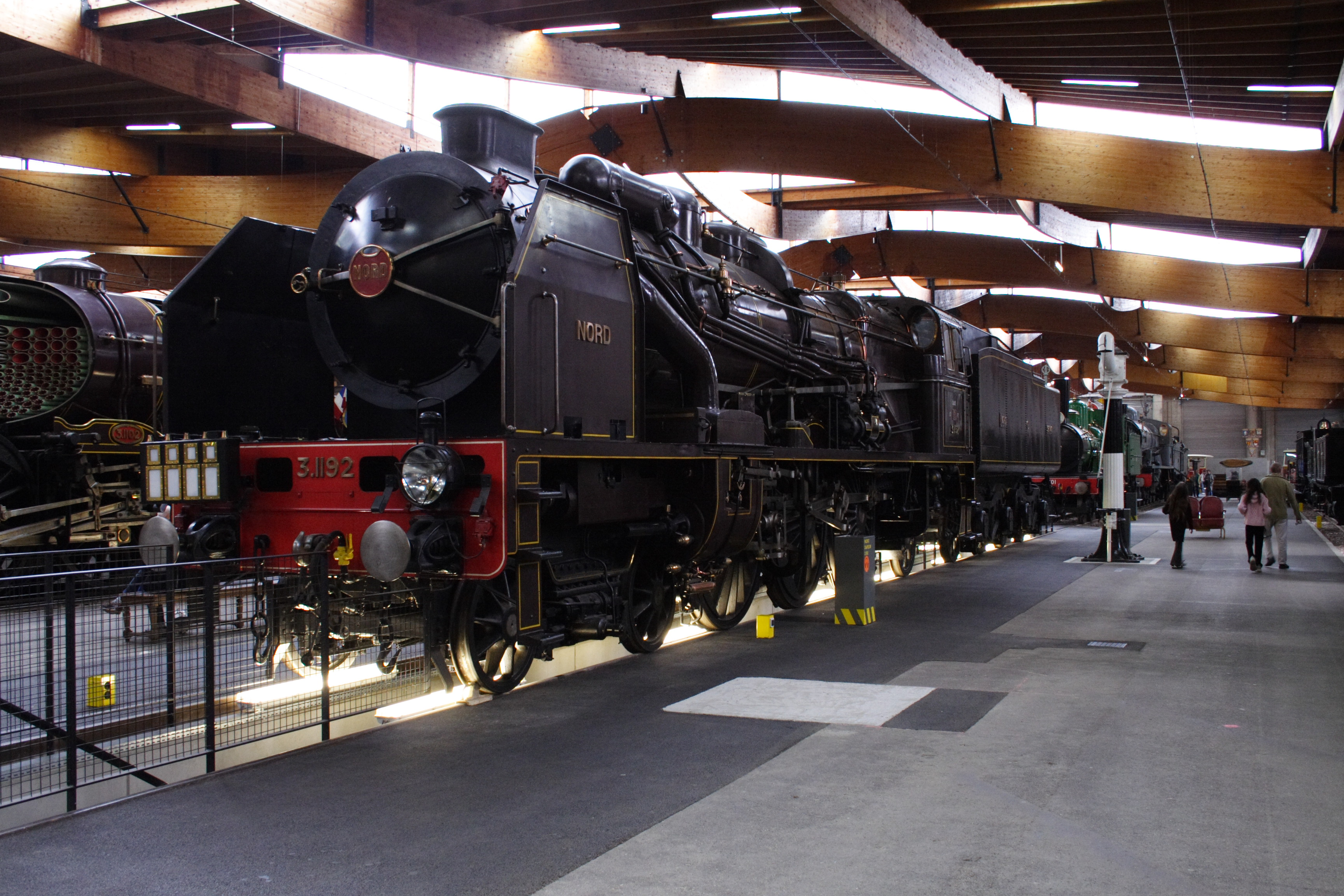
Een Pacific Chapelon Nord uit 1936, in het cité du train van Mulhouse.

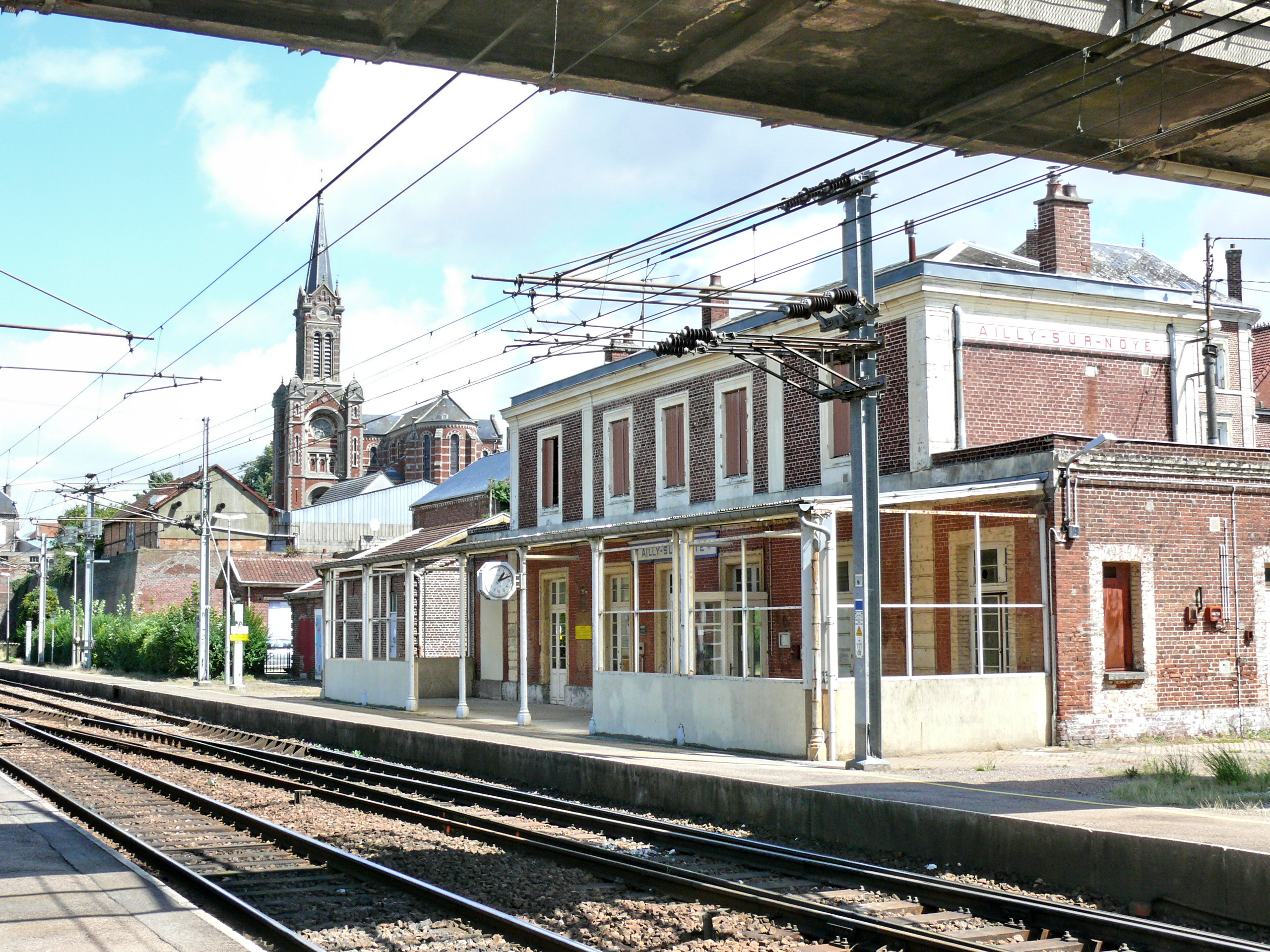
Station Ailly-sur-Noye. Het gebruik van baksteen is typerend voor de stations in Noord-Frankrijk.

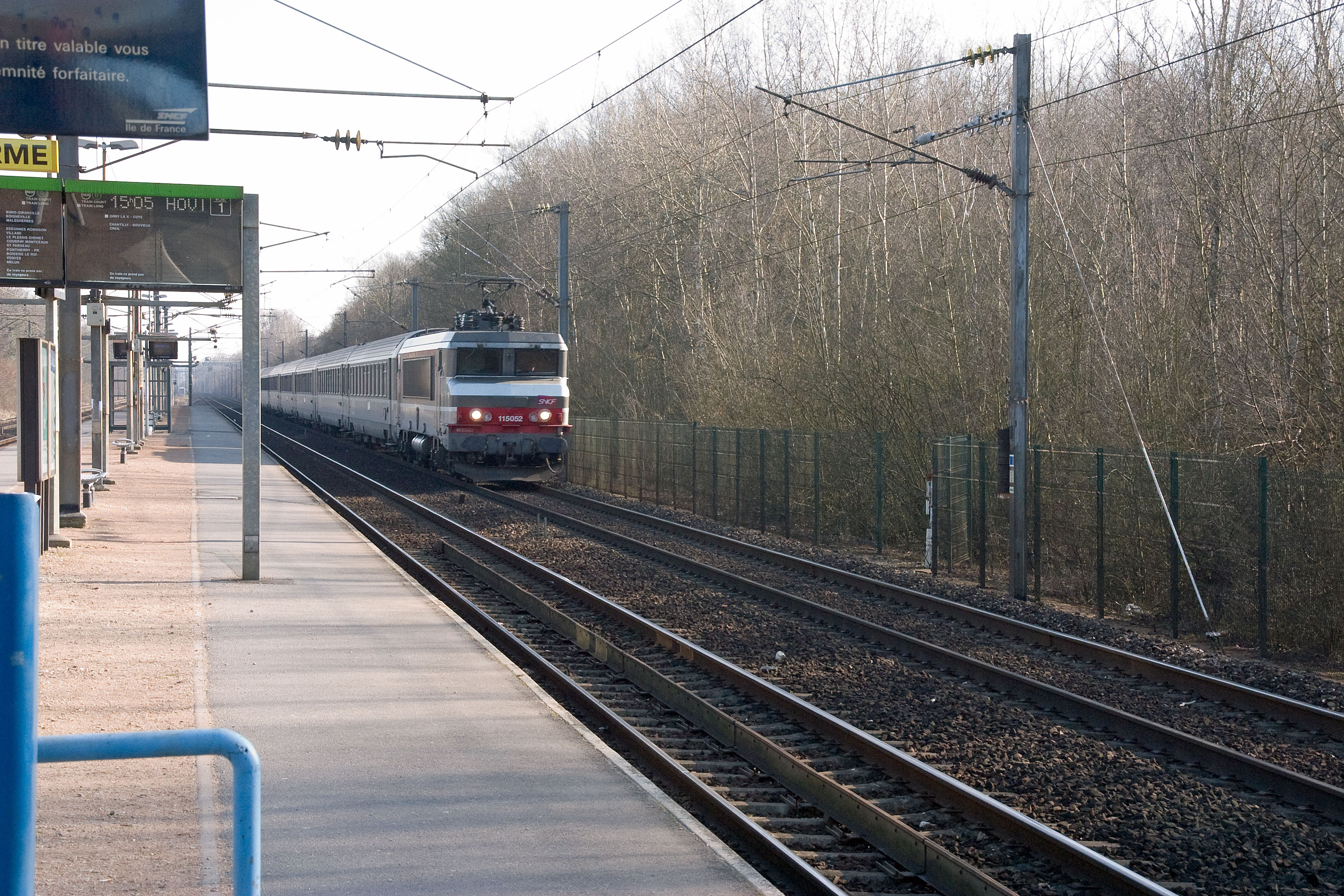
Momenteel is de lijn viersporig tot aan Orry-la-ville.

Reeds in 1831 werd bepaald dat een spoorlijn tussen Parijs en België met een aftakking naar de kanaalkust voor de verbinding met Engeland prioriteit had. Vanwege een gebrek aan financiële middelen kon de bouw toen niet gerealiseerd worden. In 1843 werd het project wederom gelanceerd door Stephenson met het ontwerp van een tracé dat ook door Franse staat werd vastgelegd en uitgevoerd. De lijn, via Amiens, Arras en Douai en een aftakking naar Valenciennes zou Parijs met Rijsel gaan verbinden. Hiermee werd de verbinding met België via de reeds bestaande lijnen 75 (Gent - Fives) en 97 (Bergen - Valenciennes) in samenwerking met de Belgische Staatsspoorwegen gerealiseerd. Daarnaast waren er nog drie nieuwe aftakkingen voorzien, de lijn Creil - Jeumont, door het dal van de Oise, de lijn Longueau - Boulogne-Ville door de vallei van de Somme en de lijn Rijsel - Calais.
Vanaf 1843 verliep de bouw van de lijn voorspoedig daar de bouw van grote kunstwerken zoals tunnels niet nodig was. Daarentegen werd er wel 1.850.000 m³ grond verzet tussen Parijs en Clermont en 2.000.000 m³ tussen Clermont en Amiens met name voor uitgravingen om te hoge stijgingspercentages te vermijden.
Langs de lijn werd een veertigtal station gebouwd waarvan Saint-Denis, Creil, Clermont, Amiens, Douai en Lille-Flandres de belangrijkste zijn.
De gehele spoorlijn werd feestelijk ingewijd tussen 13 en 16 juni 1846 van Parijs tot Brussel in de aanwezigheid van diverse beroemdheden uit die tijd zoals koning Lodewijk Filips, zijn zonen Lodewijk en Anton, de schrijvers Odillon Barrot, Berlioz, Alexandre Dumas, Théophile Gauthier, Victor Hugo, Ingres, Lamartine en anderen. De officiële opening was op 18 juni 1846.
In 1849 werd een verbindingsboog aangelegd bij Longueau, waardoor er niet langer kopgemaakt hoefde te worden in station Amiens-Saint-Roch.
Tijdens beide wereldoorlogen heeft de lijn te lijden gehad. In de Eerste Wereldoorlog lag een groot deel van de spoorlijn midden in de frontlijn waardoor hij zwaar beschadigd werd. In de Tweede Wereldoorlog werd een flink aantal bruggen en viaducten door de terugtrekkende Wehrmacht opgeblazen. Hierdoor was de enige verbinding met het noorden via de lijn La Plaine - Anor. De gehele lijn werd heropend op 30 september 1945.

## Directe verbinding Parijs - Creil
Het succes van de originele tracé via Enghien-les-Bains voor lokaal en interlokaal vervoer zorgde al snel voor capaciteitsproblemen. Mede door de vier sporen tussen Creil en België en slechts twee beschikbare sporen tussen Parijs en Creil. Hierdoor kwam het originele tracé via Chantilly dat in eerste instantie te duur werd geacht door het grotere aantal kunstwerken opnieuw in beeld.
In 1857 werd begonnen met de bouw van de nieuwe route. Door de vele kunstwerken, zoals twee viaducten en de spoorbrug over de Oise in combinatie met het grondverzet van meer dan 1.000.000 m³ is dit het duurste stuk spoorlijn dat de Compagnie des chemins de fer du Nord heeft aangelegd.
Het nieuwe gedeelte tussen Saint-Denis en Creil van 43 km werd op 10 mei 1859 geopend tot aan Villiers-le-Bel en op 1 juni 1859 tot aan Creil. Door het kortere traject kon een tijdswinst van 30 minuten geboekt worden, waardoor het oude gedeelte via Enghien-les-Bains een secundaire rol ging spelen.

## Viersporigheid Parijs - Orry-la-Ville
Het aantal van 160 tot 180 treinen per dag tussen Parijs en Creil aan het eind van de 19e eeuw zorgde door de combinatie van lokale en expresstreinen voor capaciteitsproblemen. Om deze te verminderen werd in 1901 besloten tot verdubbeling tot 4 sporen tussen Paris-Nord en Creil over een lengte van 50 km. Door economische omstandigheden werd de lijn uiteindelijk verdubbeld tot Survilliers-Fosses door de bouw van twee extra sporen direct ten oosten van de reeds bestaande lijn. Tegelijkertijd werd de beveiliging gemoderniseerd en het aantal overwegen teruggebracht. Met de bouw van een fly-over ten noorden van Survilliers-Fosses hoefden de treinen in verschillende richtingen elkaar ook niet gelijkvloers te kruisen.

## Elektrificatie

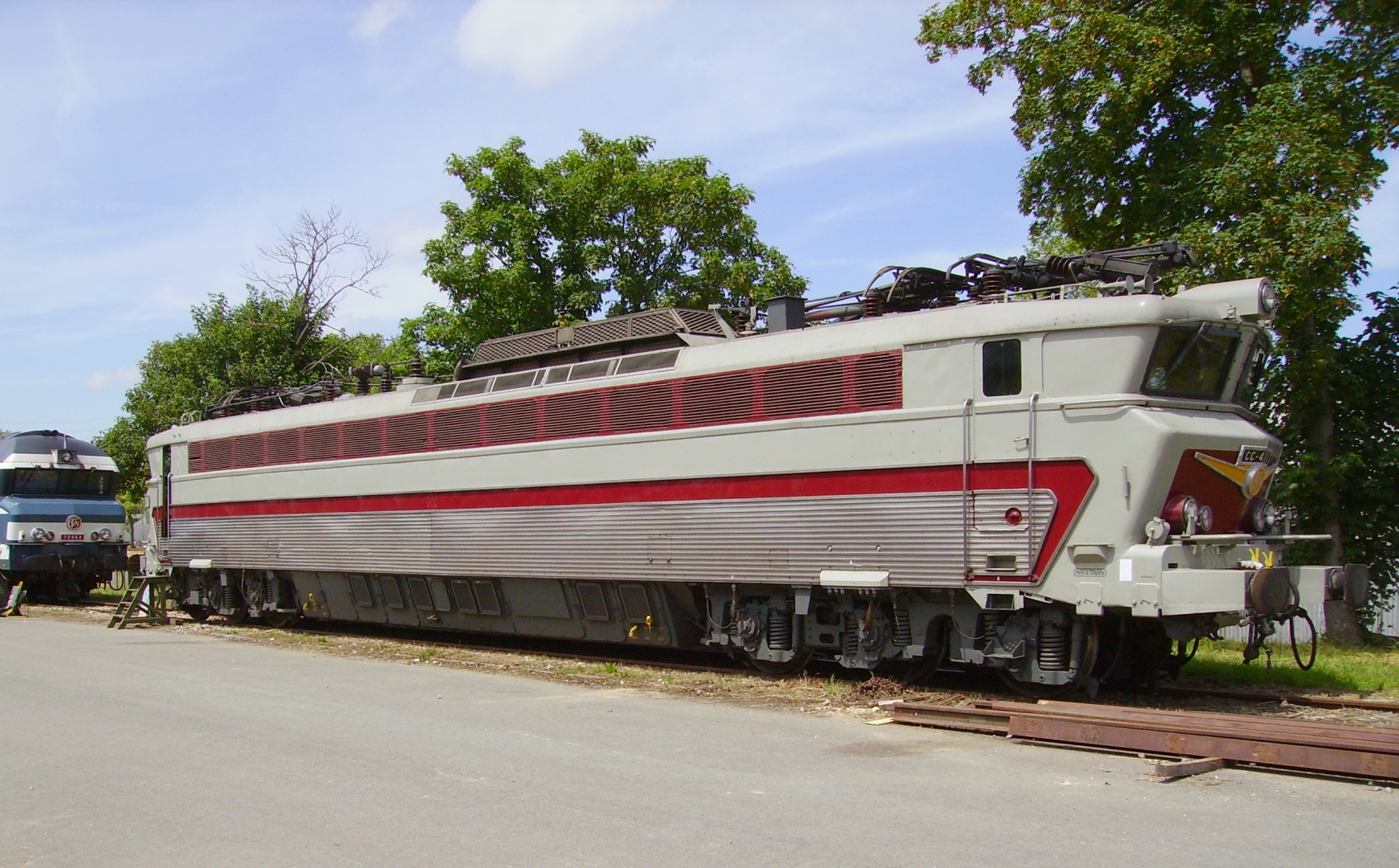
Een vierspanningslocomotief type CC 40100 was het meest geziene materieel sinds 1964 tot aan de introductie van de TGV en Thalys.

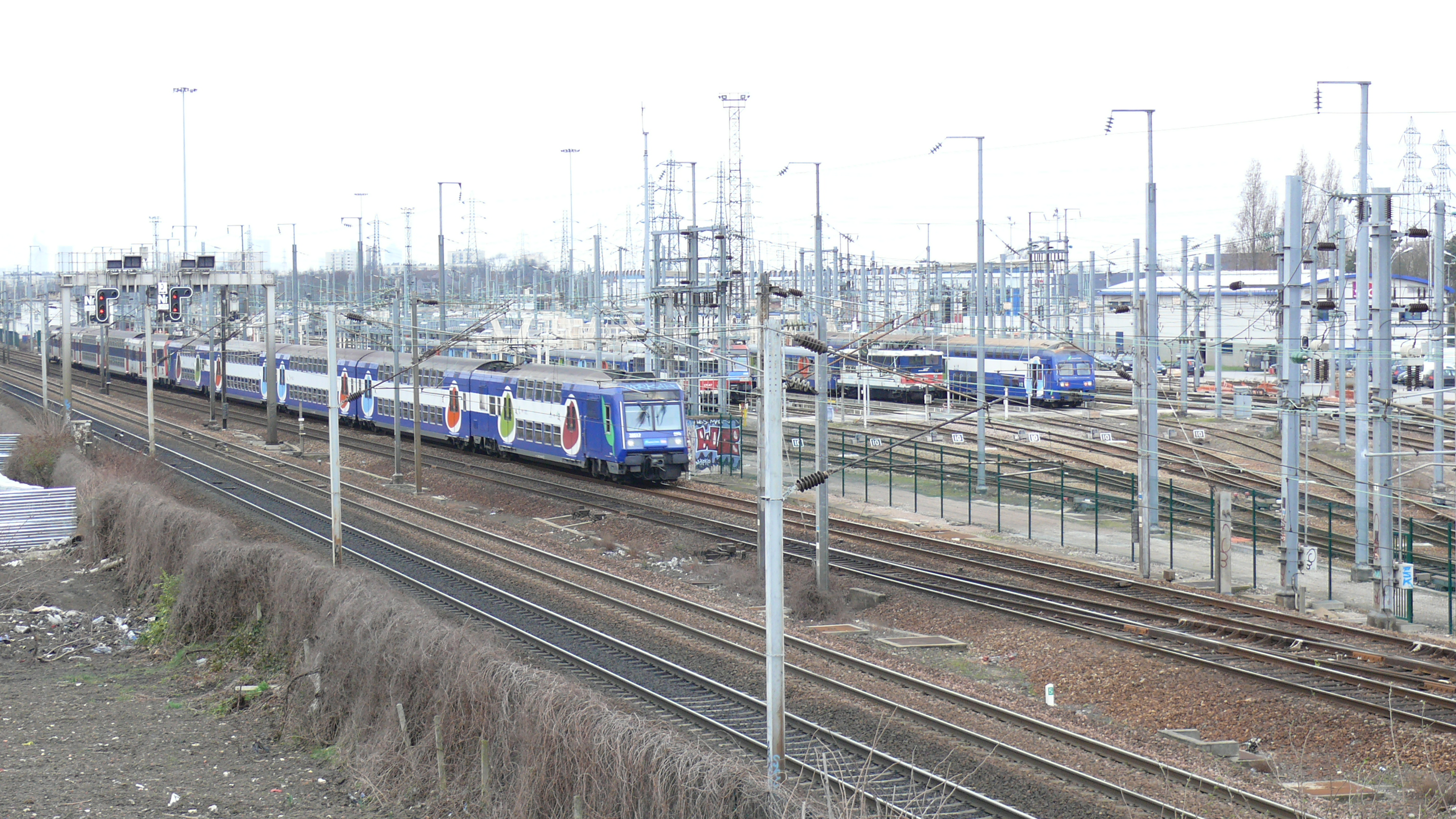
De lijn ter hoogte van het dépôt van Joncherolles

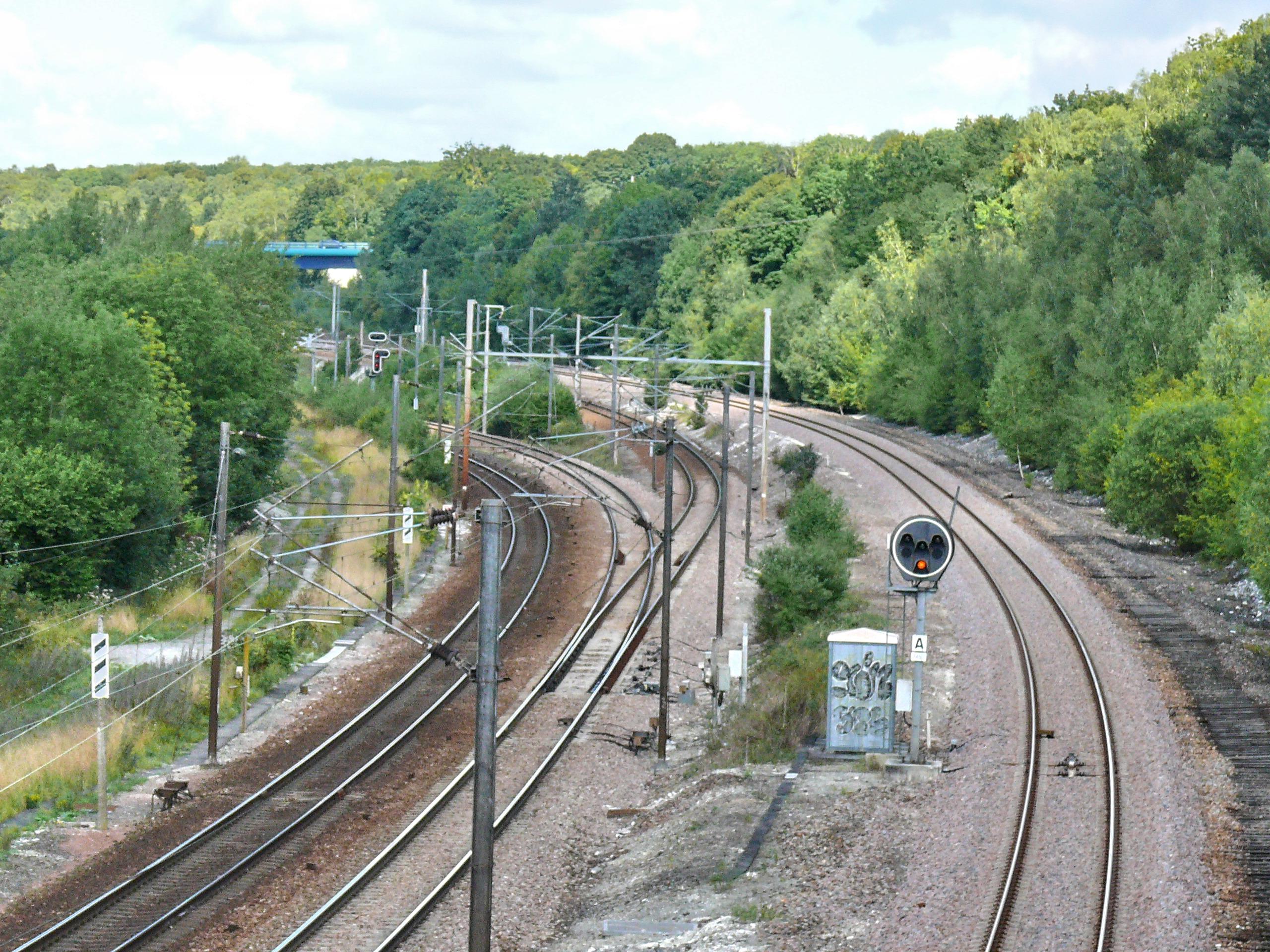
Tussen station Boves en Longueau loopt de lijn parallel aan de spoorlijn Ormoy-Villers - Boves.

In tegenstelling tot de spoorlijnen naar het zuidoosten duurde de elektrificatie van de spoorlijnen ten noorden van Parijs langer. Dit werd mede veroorzaakt door de grote kolenvoorraden in het noorden en de militaire autoriteiten die een geëlektrificeerd spoornet dicht bij grenzen die in het verleden geschonden waren te kwetsbaar vonden. In 1954 besloot de Franse regering de lijn te elektrificeren met 25.000V 50 Hz wisselspanning en in 1955 werd gestart met de realisatie. Op 7 januari 1959 reed de eerste elektrische trein tussen Parijs en Lille.
Voor het vervoer werden 105 elektrische locomotieven aangeschaft door de SNCF: 61 type BB (BB 12000 en BB 13000), 28 type CC (CC 14000 en CC 14100) en 16 sterke type BB (BB 16000 en BB 16500). De nieuwe roestvrijstalen rijtuigen werden geautoriseerd voor een snelheid van 150 km/h en na de installatie van nieuwe draaistellen en remmen in 1967 voor een snelheid van 160 km/h.
Door het internationale karakter van de lijn zijn er altijd veel meerspanningslocomotieven op de lijn te zien geweest zoals de vierspannings CC 40100 en de Belgische HLE 15, HLE 16 et HLE 18.

## De lijn sinds de jaren 60

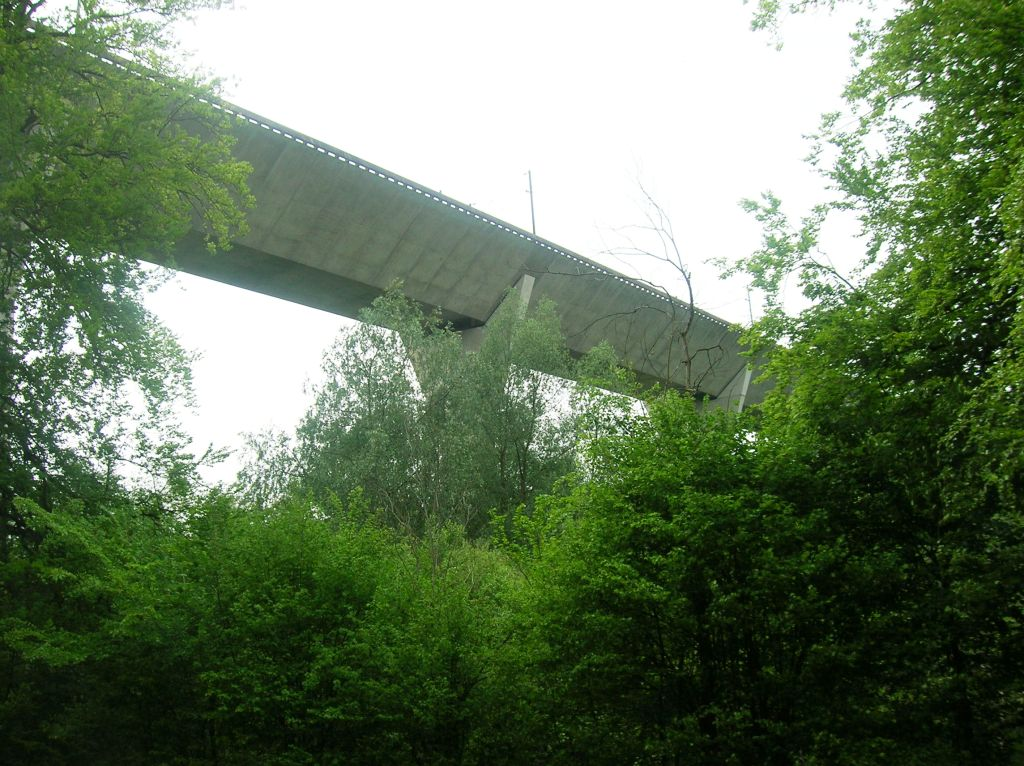
Viaduct van Commelles, bij Orry-la-Ville, gebouwd tussen 1980 en 1984 vervangt het gemetselde boogviaduct uit 1859.

Aan het begin van de jaren 80 zorgde de toename van het verkeer voor ondercapaciteit, hiertoe werd het gedeelte tussen Orry en Chantilly op drie sporen gebracht waarbij een nieuw viaduct van Comelles gebouwd moest worden. In 1982 werd een nieuw viaduct naast het oude gebouwd, met 380 meter lengte en overspanningen van 45 meter was het ten tijde van de bouw het langste viersporige viaduct. Ondanks dat er momenteel maar drie sporen overheen lopen is er wel ruimte voor een vierde spoor. In 1985, na buitengebruikstelling, is het oude viaduct opgeblazen, alleen de fundamenten zijn nog aanwezig.

## Treindienst
Voor de aanleg van de LGV Nord maakte alle treinen tussen Parijs en Lille en de internationale treinen naar België en Nederland gebruik van de lijn. Tegenwoordig rijden de TGV, Eurostar en Thalys tot aan de aansluiting Gonesse over de lijn.
De SNCF verzorgt het personenvervoer met TGV, Eurostar, Thalys, Transilien en TER treinen.
| Serie         | Treinsoort          | Route | Bijzonderheden                                              |
| ------------- | ------------------- | --- | ----------------------------------------------------------- |
| TGV 5200      | TGV (SNCF)          | [ [ Nantes – ] / [ Rennes – ] Le Mans – ] / [ Bordeaux-Saint-Jean – Saint-Pierre-des-Corps – ] Massy TGV – Aéroport Charles-de-Gaulle 2 TGV – [ Lille-Europe ] / [ Lille-Flandres ]                                                                                     |                                                             |
| TGV 7000      | TGV (SNCF)          | Paris-Nord – [ Arras – ] Lille-Flandres | Een trein per dag via Arras.                                |
| TGV 7100      | TGV (SNCF)          | Paris-Nord – Arras – Douai – Valenciennes |                                                             |
| TGV 7200      | TGV (SNCF)          | Paris Nord – Arras – [ Lille-Flandres – Tourcoing ] / [ Lille-Europe – Dunkerque ] |                                                             |
| TGV 7300      | TGV (SNCF)          | Paris-Nord – Arras – Béthune – Dunkerque |                                                             |
| TGV 7500      | TGV (SNCF)          | Paris Nord – Lille-Europe – Calais-Fréthun – Boulogne-Ville – Rang-du-Fliers - Verton | 2 treinen per dag tot Rang-du-Fliers - Verton               |
| Ouigo 7815    | TGV (SNCF)          | Lille-Flandres – Aéroport Charles-de-Gaulle 2 TGV – Marne-la-Vallée - Chessy – Lyon-Perrache |                                                             |
| Ouigo 7830    | TGV (SNCF)          | [ Lille-Flandres – TGV Haute-Picardie – ] / [ Tourcoing – ] Aéroport Charles-de-Gaulle 2 TGV – Marne-la-Vallée - Chessy – [ Lyon-Part-Dieu – ] / [ Lyon-Saint-Exupéry TGV – Valence-Rhône-Alpes-Sud TGV – ] Avignon TGV – Aix-en-Provence TGV – Marseille-Saint-Charles |                                                             |
| Ouigo 7860    | TGV (SNCF)          | [ Lille-Flandres – ] / [ Tourcoing – TGV Haute-Picardie – ] Aéroport Charles-de-Gaulle 2 TGV – Marne-la-Vallée - Chessy – [ Lyon-Part-Dieu – Valence-Rhône-Alpes-Sud TGV – ] / [ Lyon-Saint-Exupéry TGV – ] Nîmes-Pont-du-Gard – Montpellier-Sud-de-France              |                                                             |
| Eurostar 9000 | Eurostar (Eurostar) | [ Paris-Nord – ] / [ Marne-la-Vallée - Chessy – ] / [ Bourg-Saint-Maurice – ] London St Pancras | Vanaf Bourg-Saint-Maurice van december tot april.           |
| Eurostar 9300 | Eurostar (Eurostar) | Amsterdam Centraal – Schiphol Airport – Rotterdam Centraal – Antwerpen-Centraal – Brussel-Zuid – Paris-Nord | Via HSL. Diverse ritten alleen tussen Amsterdam en Brussel. |
| Eurostar 9400 | Eurostar (Eurostar) | Paris Nord – Brussel-Zuid – Luik-Guillemins – Aachen Hbf – Köln Hbf – Düsseldorf Hbf – Duisburg Hbf – Essen Hbf – Bochum Hbf – Dortmund Hbf | Vijf treinen per dag. Enkele treinen verder naar Dortmund.  |
| K 10          | TER (SNCF)          | Paris-Nord – Creil – Clermont-de-l'Oise – Saint-Just-en-Chaussee – Longueau – Amiens |                                                             |
| K 11          | TER (SNCF)          | Paris-Nord – Longueau – Amiens |                                                             |
| K 12          | TER (SNCF)          | Lille-Flandres – Douai – Arras – Longueau – Creil – Paris-Nord |                                                             |
| K 13          | TER (SNCF)          | Paris-Nord – Compiègne – Saint-Quentin – [ Busigny – Caudry – Cambrai ] / [ Le Cateau – Aulnoye-Aymeries – Maubeuge ] |                                                             |
| K 14          | TER (SNCF)          | Paris-Nord – Creil – Pont-Sainte-Maxence – Compiègne – Noyon – Chauny – Tergnier – Saint-Quentin |                                                             |
| K 15          | TER (SNCF)          | Paris-Nord – Crépy-en-Valois – Soissons – Laon |                                                             |
| K 16          | TER (SNCF)          | Paris-Nord – Longueau – Amiens – Abbeville – Boulogne-Ville – Calais-Ville |                                                             |
| K 40          | TER (SNCF)          | Lille-Flandres – Douai – Somain – Cambrai – Saint-Quentin |                                                             |
| K 43          | TER (SNCF)          | Arras – Douai – Valenciennes |                                                             |
| K 44          | TER (SNCF)          | Lille-Flandres – Douai – Arras – Albert – Amiens |                                                             |
| K 45          | TER (SNCF)          | Lille-Flandres – Douai – Arras – Albert – Amiens – Saint-Roch – Rouen-Rive-Droite |                                                             |
| K 50          | TER (SNCF)          | Lille-Flandres – Béthune – Saint-Pol-sur-Ternoise |                                                             |
| K 51          | TER (SNCF)          | Lille-Flandres – Don-Sainghin – Lens |                                                             |
| K 60          | TER (SNCF)          | Lille-Flandres – Orchies – Valenciennes – Aulnoye-Aymeries – Maubeuge – Jeumont |                                                             |
| K 61          | TER (SNCF)          | Lille-Flandres – Orchies – Valenciennes – Aulnoye-Aymeries – Hirson – Charleville-Mézières |                                                             |
| C 10          | TER (SNCF)          | Paris-Nord – Creil – Longueau – Amiens |                                                             |
| C 11          | TER (SNCF)          | Paris-Nord – Creil – Saint-Just-en-Chaussée |                                                             |
| C 13          | TER (SNCF)          | Paris-Nord – Creil – Compiègne |                                                             |
| C 14          | TER (SNCF)          | Paris-Nord – Compiègne |                                                             |
| C 17          | TER (SNCF)          | Paris-Nord – Persan - Beaumont – Beauvais |                                                             |
| C 40          | TER (SNCF)          | Lille-Flandres – Douai |                                                             |
| C 41          | TER (SNCF)          | Lille-Flandres – Libercourt – Lens |                                                             |
| C 50          | TER (SNCF)          | Lille-Flandres – Don-Sainghin – Béthune |                                                             |
| C 51          | TER (SNCF)          | Lille-Flandres – Don-Sainghin – Lens |                                                             |
| C 60          | TER (SNCF)          | Lille-Flandres – Orchies – Valenciennes |                                                             |
| P 10          | TER (SNCF)          | Creil – Saint-Just-en-Chaussée – Longueau – Amiens |                                                             |
| P 21          | TER (SNCF)          | Albert – Amiens – Saint-Roch – Abbeville |                                                             |
| P 22          | TER (SNCF)          | Arras – Albert – Amiens |                                                             |
| P 23          | TER (SNCF)          | Amiens – Longueau – Montdidier – Compiègne |                                                             |
| P 42          | TER (SNCF)          | Douai – Ostricourt – Lens |                                                             |
| P 44          | TER (SNCF)          | Douai – Arras |                                                             |
| P 81 IC 19900 | TER (SNCF/NMBS)     | Lille-Flandres – Doornik |                                                             |
| Trans H       | Transilien (SNCF)   | [ Paris-Nord – Épinay - Villetaneuse – [ Montsoult - Maffliers – [ Luzarches ] / [ Persan - Beaumont ] ] / [ Ermont - Eaubonne – [ Pontoise ] / [ Persan - Beaumont ] ] ] / [ Pontoise – Valmondois – Persan - Beaumont – Creil ]                                       |                                                             |
| Trans K       | Transilien (SNCF)   | Paris-Nord – Mitry - Claye – Crépy-en-Valois |                                                             |

### Réseau express régional
Op het traject rijdt het Réseau express régional de volgende routes:
| Serie | Treinsoort | Route | Bijzonderheden |
| ----- | ---------- | --- | -------------- |
| RER D | RER (SNCF) | Creil – Paris-Nord – Paris-Lyon – Villeneuve-Saint-Georges – [ Melun ] / [ Juvisy – [ Évry-Val-de-Seine – Corbeil-Essonnes ] / [ Évry - Courcouronnes Centre – Corbeil-Essonnes – [ Melun ] / [ Malesherbes ] ] ] |                |

## Aansluitingen
In de volgende plaatsen is of was er een aansluiting op de volgende spoorlijnen:
Paris-Nord
RFN 981 000, spoorlijn tussen Paris-Nord en Paris-Lyon
RFN 272 306, raccordement van La Chapelle-Saint-Denis
La Plaine
RFN 229 000, spoorlijn tussen La Plaine en Anor
RFN 272 311, raccordement van La Chapelle-Charbons
RFN 272 316, raccordement van La Plaine
RFN 952 000, spoorlijn tussen La Plaine en Pantin
RFN 963 000, spoorlijn tussen La Plaine en Ermont-Eaubonne
RFN 981 000, spoorlijn tussen Paris-Nord en Paris-Lyon
Saint-Denis
RFN 272 953, fly-over van Saint-Denis
RFN 330 000, spoorlijn tussen Saint-Denis en Dieppe
Pierrefitte - Stains
RFN 272 321, raccordent van Pierrefitte
aansluiting Gonesse
RFN 226 000, spoorlijn tussen de aansluiting Gonesse en Lille grens
Survilliers - Fosses
RFN 272 606, stamlijn Survilliers (ZI de Moimont I)
RFN 272 608, stamlijn Survilliers (ZI de Moimont II)
Chantilly-Gouvieux
RFN 231 000, spoorlijn tussen Chantilly-Gouvieux en Crépy-en-Valois
Creil
RFN 242 000, spoorlijn tussen Creil en Jeumont
RFN 316 000, spoorlijn tussen Creil en Beauvais
RFN 329 000, spoorlijn tussen Pierrelaye en Creil
Clermont de l'Oise
RFN 317 000, spoorlijn tussen Rochy-Condé en Soissons
Saint-Just-en-Chausée
RFN 259 000, spoorlijn tussen Saint-Just-en-Chaussée en Douai
RFN 272 611, stamlijn Saint-Just-en-Chaussée
RFN 318 000, spoorlijn tussen La Rue-Saint-Pierre en Saint-Just-en-Chaussée
Breteuil-Embranchement
RFN 319 000, spoorlijn tussen Breteuil-Embranchement en Breteuil-Ville
Boves
RFN 232 000, spoorlijn tussen Ormoy-Villers en Boves
Longueau
RFN 261 000, spoorlijn tussen Amiens en Laon
RFN 311 000, spoorlijn tussen Longueau en Boulogne-Ville
aansluiting Lamotte
RFN 261 306, raccordement van Lamotte-Brebière
Aveluy
lijn tussen Beaussart en Aveluy
Achiet
lijn tussen Achiet en Marcoing
lijn tussen Conchil-le-Temple - Achiet-le-Petit
Boisleux
RFN 259 656, spoorlijn tussen Boisleux en Cambrai
Arras
RFN 226 306, raccordement van Arras-sud
RFN 226 309, raccordement van Arras-nord
RFN 272 301, raccordement van Blangy-les-Arras
RFN 274 100, stedelijke aansluitingen van Arras-Meaulens
RFN 301 000, spoorlijn tussen Arras en Dunkerque
RFN 306 000, spoorlijn tussen Doullens en Arras
RFN 307 000, spoorlijn tussen Arras en Saint-Pol-sur-Ternoise
Corbehem
RFN 281 000, spoorlijn tussen Lens en Corbehem
RFN 282 300, raccordement van Brebières
Douai
RFN 259 000, spoorlijn tussen Saint-Just-en-Chaussée en Douai
RFN 262 000, spoorlijn tussen Douai en Blanc-Misseron
RFN 272 311, raccordement express Douai-Leforest
RFN 272 326, raccordement van Douai
RFN 272 641, stamlijn La Grande Paroisse
RFN 272 648, stamlijn tussen Douai en Waziers
RFN 275 100, stedelijke aansluitingen van Douai (noordtak)
RFN 276 100, stedelijke aansluitingen van Douai (zuidtak)
Pont-de-la-Deûle
RFN 264 000, spoorlijn tussen Pont-de-la-Deûle en Bachy-Mouchin
RFN 272 646 tussen Pont-de-la-Deûle en Pont-à-Marcq
Leforest
RFN 272 311, raccordement express Douai-Leforest
Ostricourt
RFN 284 000, spoorlijn tussen Lens en Ostricourt
Libercourt
RFN 284 311, raccordement van Libercourt
RFN 284 620, stamlijn Lens
RFN 285 600, stamlijn tussen Carvin en Libercourt
Seclin
RFN 265 029, spoorlijn tussen Seclin en Seclin-Annexe
RFN 265 000, spoorlijn tussen Templeuve en Don-Sainghin
RFN 272 658, stamlijn ZI de Seclin
Fives
RFN 267 000, spoorlijn tussen Fives en Hirson
RFN 269 000, spoorlijn tussen Fives en Baisieux
RFN 273 308, raccordement voie RV van Lille
RFN 277 100, raccordement van Saint-Sauveur
RFN 278 000, spoorlijn tussen Fives en Moeskroen (grens)
RFN 289 000, spoorlijn tussen Fives en Abbeville
Lille-Flandres
RFN 295 000, spoorlijn tussen Lille en Les Fontinettes